# A Katy or a Gaga
A Katy or a Gaga je čtvrtá epizoda páté sezony amerického hudebního seriálu Glee a v celkovém pořadí devadesátá druhá epizoda. Scénář k epizodě napsali Russel Friend a Garrett Lerner, režíroval ji Ian Brennan a poprvé se vysílala ve Spojených státech dne 7. listopadu 2013 na televizní stanici Fox. Tento díl obsahuje písně zpěvaček Katy Perry a Lady Gaga, poprvé se v seriálu v hostující roli objevuje Adam Lambert v roli Elliotta "Starchild" Gilberta a vrací se Demi Lovato v roli Santaniny přítelkyně, Dani.
V této epizodě je sbor vyzván aby buď předvedl písně od Katy Perry nebo Lady Gaga, díky čemuž se cítí Marley nepříjemně, když si musí vybrat píseň od Lady Gaga. Mezitím se Kurt rozhodne, že založí hudební skupinu.
Epizodu v den vysílání sledovalo 4,01 milionů amerických diváků a získala smíšené reakce od kritiků, kteří většinou chválili výkon Adama Lamberta.

## Obsah epizody

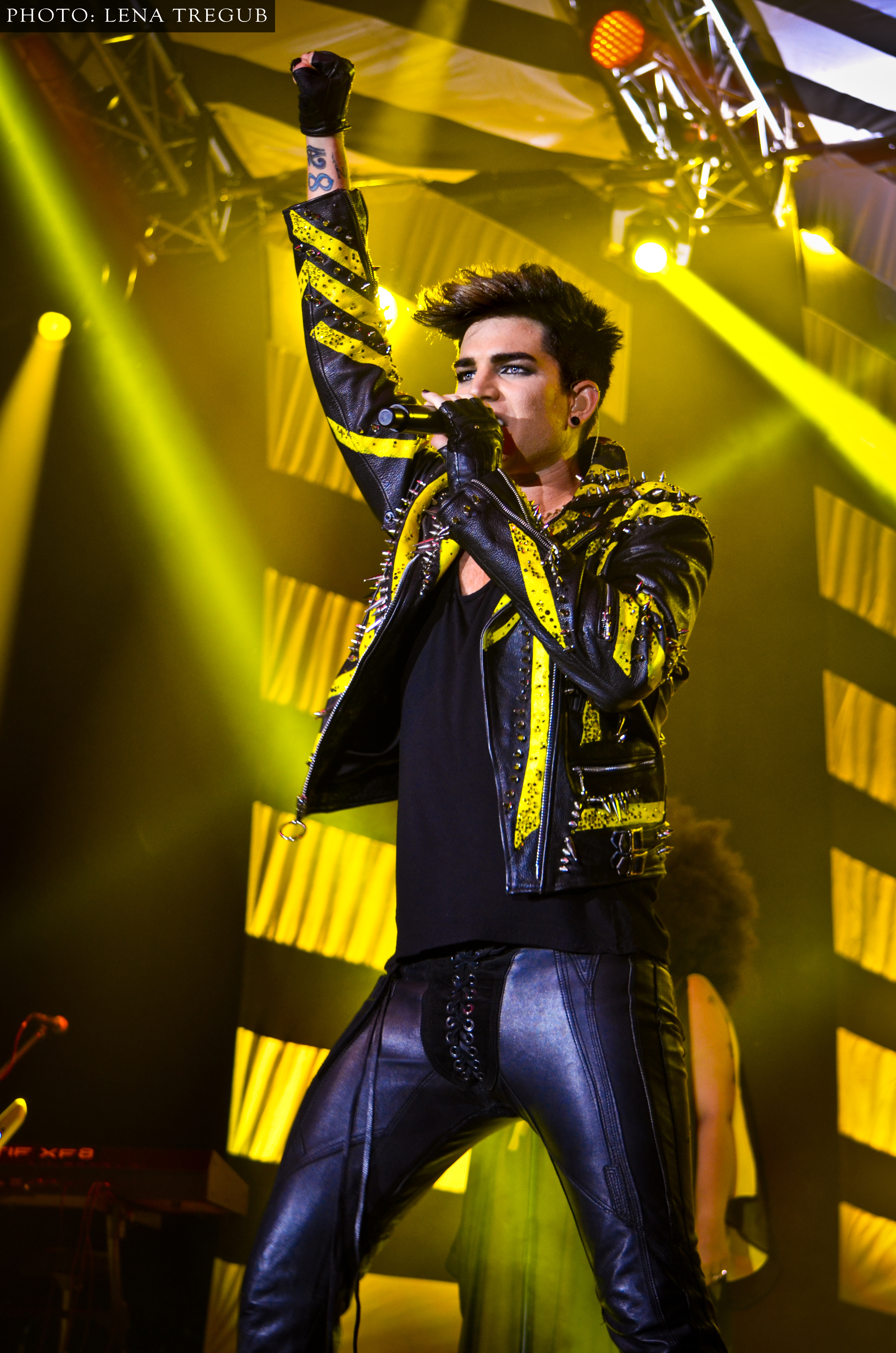
V této epizodě se poprvé objevil Adam Lambert jako Starchild

Vedoucí sboru Will Schuester (Matthew Morrison) oznámí, že hlavním konkurenčním sborem na nadcházejícím národním kole soutěže sborů bude Throat Explosion a rozdělí sbor na dvě skupiny, na ty, kteří se cítí jako Katy Perry a na ty, kteří se cítí jako Lady Gaga. Poté každé skupině řekne, aby předvedli píseň opačné skupiny, aby mohli zesílit své slabiny.
V New Yorku, Kurt Hummel (Chris Colfer) přijímá Santanu Lopez (Naya Rivera) a Dani (Demi Lovato) do své nově vzniklé hudební skupiny a uspořádá konkurz na NYADĚ. Jediným přihlášeným je Elliott Gilbert (Adam Lambert), zjevně extravagantní umělec, který si sám říká "Starchild" a oslní Santanu a Dani se svým ztvárněním písně "Marry the Night", ale Kurt ho oddmítne, protože se bojí, že Starchild by mohl být příliš na hraně a on chce mainstreamovou hudební skupinu. Rachel Berry (Lea Michele) později Kurtovi řekne, že by neměl měnit své umělecké vize, aby se přizpůsobil očekávání. Kurt přehodnotí svá rozhodnutí a pove Starchilda, aby se přidal ke skupině a také přesvědčuje neochotnou Rachel, aby se přidala k jejich skupině, kterou pojmenovala "Pamela Landsbury".
V Limě je Sam Evans (Chord Overstreet) překvapený, když zjistí, že Penny Owen (Phoebe Strole) má nečekanou slabost pro špatné kluky a ujímá se úkolu s písní Lady Gaga, aby jí ukázal svou jinou stránku. Mezitím Jake Puckerman (Jacob Artist) začne být frustrovaný ohledně svého vztahu s Marley Rose (Melissa Benoist). Bree (Erinn Westbrooke) pozve Jaka, aby jí pomohl s choreografií pro roztleskávačky a Wade "Unique" Adams (Alex Newell) začne být pochybovačný, že by Bree mohla Jaka Marley přebrat. Marley se odmítá pro Jaka změnit a připojuje se oblečená jako Katy Perry k Samovi, Artiemu Abramsovi (Kevin McHale), Blainovi Andersonovi (Darren Criss) a Ryderovi Lynnovi (Blake Jenner) v písni "Applause". Toto hudební číslo dopadne zklamáním a Will vyloučí Marley na týden ze sboru, protože na rozdíl od ostatních nesplnila zadání.
Penny se přizná Samovi, že ve skutečnosti zlé kluky ráda nemá a chodí s nimi jen proto, aby si dokázala, že není nudná osoba. Sam se jí přizná, že má podobné zájmy a políbí se. Sam jí poté vezme do školní haly, kde sledují Jaka, Unique, Kitty Wilde (Becca Tobin) a Tinu Cohen-Chang (Jenna Ushkowitz), kteří předvádějí klidnou verzi písně "Wide Awake". Jake později přesvědčí Marley, aby se pro něj převlékla jako Kary Perry, ale dostanou se do konfliktu, když mu Marley řekne, že ještě není připravena s ním mít sex. Následující den Jake svádí Bree a vyspí se spolu na pozemku školy. Bree také informuje ředitelku Sue Sylvester (Jane Lynch) o zadání úkolu sboru a ona vyloučí celý sbor na týden za nevhodné oblékání v prostorách školy. Will to odmítá navzdory tomu, že Sue je jeho nadřízená a New Directions se později setkávají v hale, kde v obraně zpívají "Roar", současně se skupinou v New Yorku.

## Seznam písní
- "Marry the Night"
- "Applause"
- "Wide Awake"
- "Roar"

## Hrají
| Jacob Artist     | Jake Puckerman      |
| Melissa Benoist  | Marley Rose         |
| Chris Colfer     | Kurt Hummel         |
| Darren Criss     | Blaine Anderson     |
| Blake Jenner     | Ryder Lynn          |
| Jane Lynch       | Sue Sylvester       |
| Kevin McHale     | Artie Abrams        |
| Lea Michele      | Rachel Berry        |
| Matthew Morrison | William Schuester   |
| Alex Newell      | Wade "Unique" Adams |
| Chord Overstreet | Sam Evans           |
| Naya Rivera      | Santana Lopez       |
| Becca Tobin      | Kitty Wilde         |
| Jenna Ushkowitz  | Tina Cohen-Chang    |